# فریدریشس‌هافن
فریدریشسهافن (به آلمانی: Friedrichshafen) شهری در آلمان در ایالت بادن-وورتمبرگ است.
همسایگان فریدریشسهافن شهرهای اولم در ناحیه کنستانتس، لینداو که در جزیره‌ای واقع در شرق دریاچهبودنزه است و ایالت باواریا است.
مردمان فریدریشسهافن برای ارتباط و رفت‌وآمد با این شهرها از قایق یا کشتی‌هایی که برای جابجایی مسافر از راه دریا استفاده می‌کنند.
قرار گرفتن در کناره دریاچه کنستانتز (بودنزه) باعث شده تا فریدریش‌هافن چهره‌ای توریستی بگیرد.

## نقاط دیدنی
- قصر دوک فردریش در سال(۱۶۵۴ م) توسط معماری به نام «میشاییل بیر» و برای راهبان فرقه «سنت بندیکت» ساخته شد. البته بعدها این مکان توسط شاه ورتمبرگ به عنوان محلی برای اقامت برگزیده شد و اکنون نیز محل اقامت «فریدریش» دوک ورتمبرگ است.
- کلیسای قصر دوک فریدریش است که در بین سالهای ۱۶۹۵ تا ۱۷۰۱ توسط «کریستین تامب» ساخته شد. مشخصه بارز آن ۲ برج است که از سنگ و ماسه ساخته شده و هر کدام ۵۵ متر ارتفاع دارند.
- تفرجگاه ساحلی: تفرجگاه ساحلی دریاچه کنستانت (بودنزه) فریدریش‌هافن، یکی از زیباترین و مورد توجه‌ترین نقاط آلمان است. این ساحل زیبا مکان مناسبی برای سپری کردن اوقات و شنا کردن، گرفتن حمام آفتاب و… است.
- چشمه باشهورن: یکی از جاذبه‌های جالب شهر که در قلب فریدریش‌هافن قرار گرفته چشمه «باشهورن» است. دو معمار به نامهای «باربارا و گرنوت رامپف» در اطراف این چشمه بنای زیبایی که از ورقه‌های فولادی تشکیل شده و به شکل یک درخت بلوط است ساخته‌اند. این چشمه برای کودکان نیز جاذبه‌های زیادی دارد.

## نگارخانه

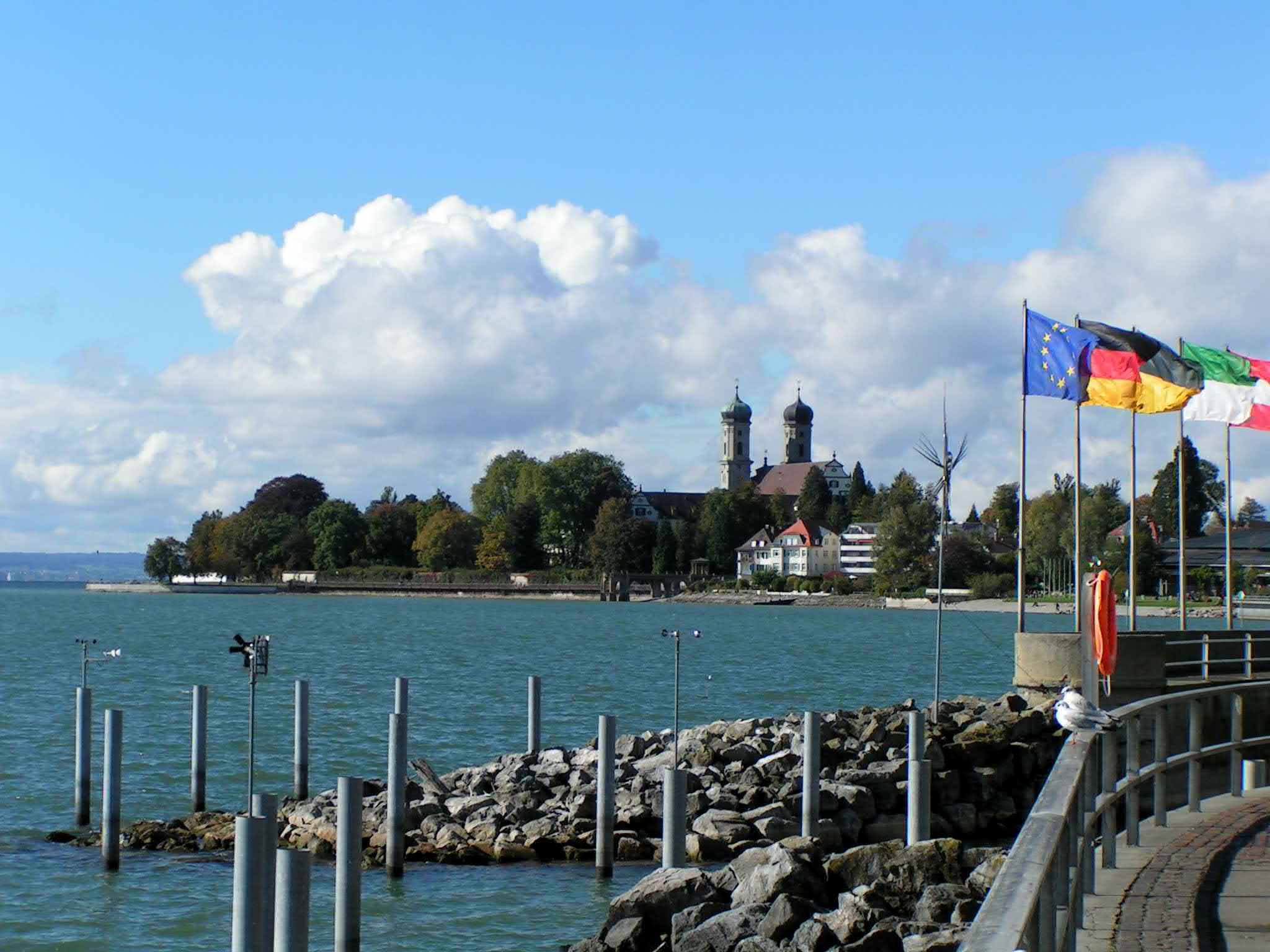
نمایی از ساحل فردریش هافن
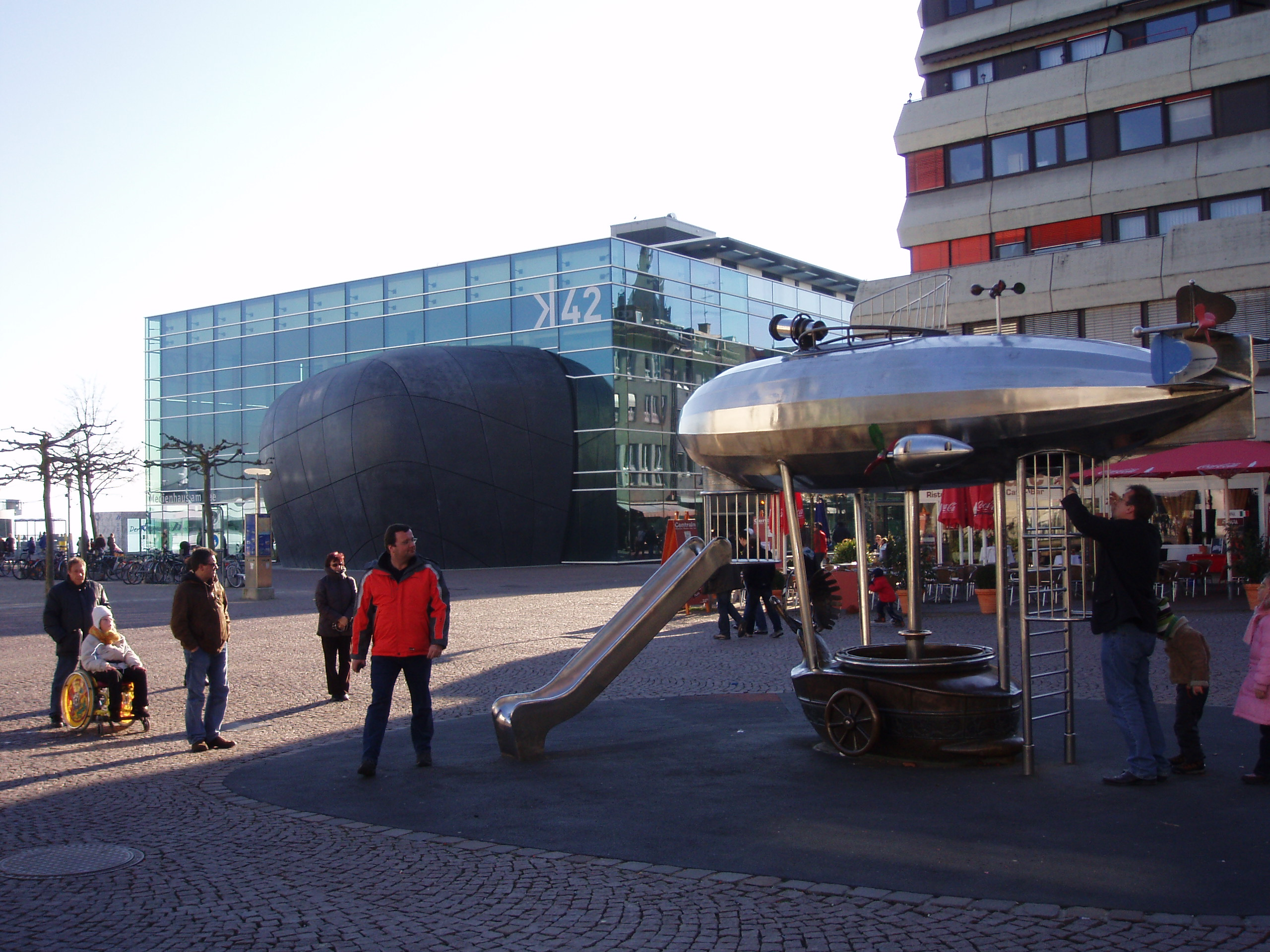
زپلین نمادی برای شهر فریدریش هافن
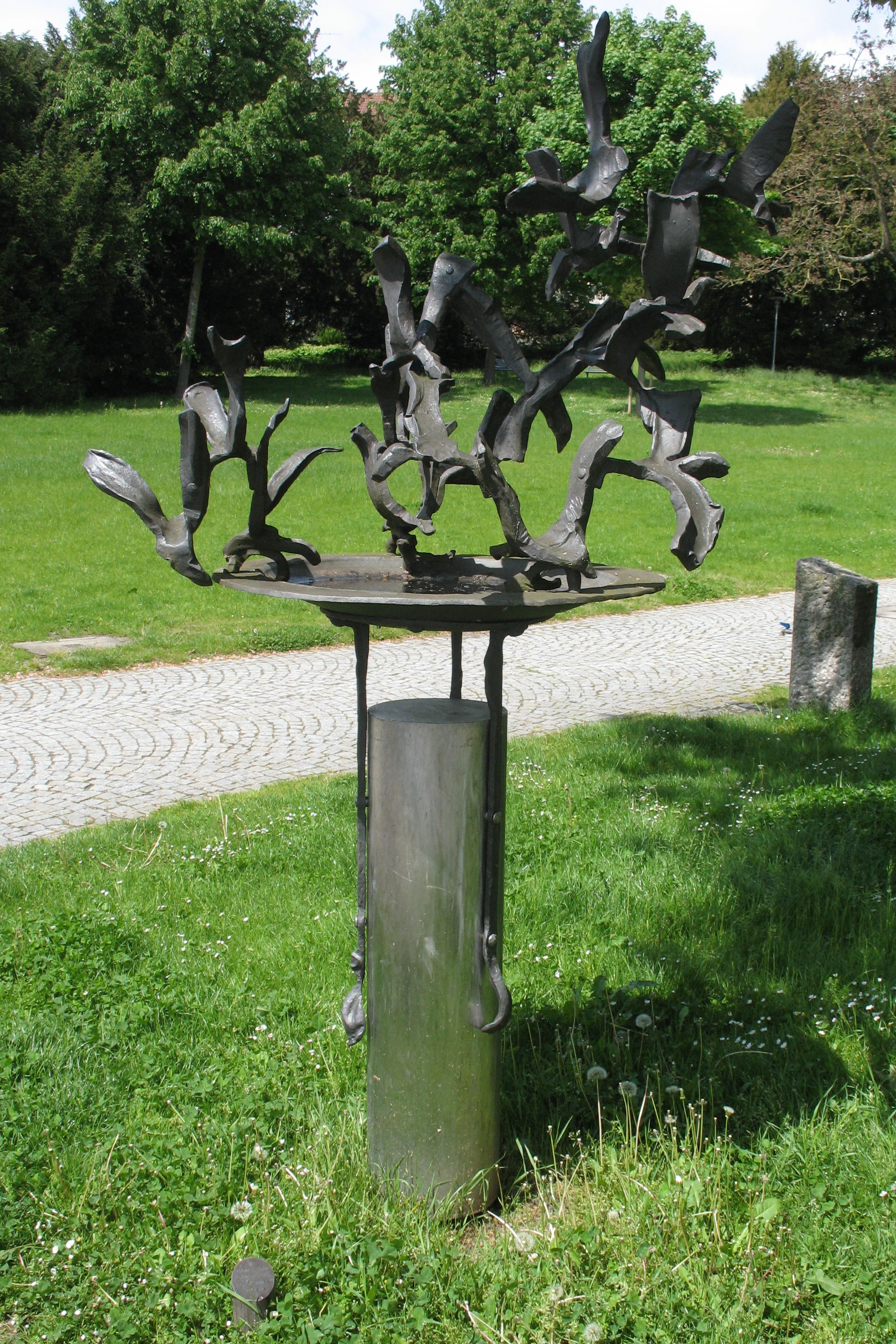